# سعيد صالح (ممثل سعودي)
سعيد صالح (12 أبريل 1977 -)، ممثل سعودي، شارك في العديد من الأعمال الفنية، من أبرزها: مسلسل «رشاش»، ومسلسل «ثانوية النسيم».

## حياته ونشأته
حاصل على بكالوريس دعاية وإعلام، ولد في مدينة الخبر. انتقل مع عائلته إلى الجبيل في بداية الثمانينات وفيها تلقى دراسته إلى أن تخرج من الثانوية العامة. في بداية التسعينات انتقل سعيد صالح إلى مملكة البحرين لإكمال دراسته الجامعية بجامعه البحرين.

## مسيرته
بدأ التمثيل في البحرين خلال المسرحيات الشبابية والمهرجانات المسرحية والصيفية بمشاركة عدد من فناني المنطقة الشرقية والبحرين، مثل في العديد من المسلسلات الخليجية بأدوار متعددة كوميدية ودرامية، شقيقه إبراهيم ممثل ستاند أب كوميدي يقدم برنامجاً كوميدياً على اليوتيوب ويقوم بإخراجه والتمثيل فيه.
في التسعينات وبعد انتقاله للبحرين، بدأ بالمشاركة في المسرحيات التي تقدم علي خشبة مسرح الجامعة مع مجموعة من المواهب الشابة بقياده أستاذ المسرح إبراهيم خلفان المشرف العام علي نادي المسرح، حيث قدم معه ومع مجموعة المسرح منهم: الفنان سامي رشدان والفنان محمد القفاص واحمد الفردان وخليل المطوع ونادر عبد العال وغيرهم الكثير من الأعمال المسرحية لكتاب عالميين وعرب وخليجين.
في نهاية التسعينات بدأت رحلته في مسارح البحرين من مسرح جاد الي التجريبي والشعبي والتاريخي والكوميدي التجاري، فتعاون مع كل فرق ومسارح البحرين ومخرجيها ومنتجيها ومنها مسرح اوال والصواري ومسرح السلام، وقدم العديد من المسرحيات، مثل مسرحية بيت خاص جداً، صاحبة أعلي إيرادات وأعلي عدد عروض في تاريخ المسرح البحريني، وحصل سعيد صالح في تلك المرحلة وفي تلك المشاركات علي جوائز تمثيل في مهرجانات داخل البحرين وعلي مستوي الخليج العربي.
بدأ سعيد أيضًا بالعمل في أعمال تلفزيونية مثل هدوء وعواصف، ومجاديف الأمل، وأسوار، وطريق المعلمات، والساكنات في قلوبنا وغيرها من الأعمال.
استقر فترة في دولة الإمارات العربية المتحدة، وفي أبو ظبي تحديداً حيث تعاون مع شركه سكاي للفعاليات وقدم معهم تجربة أثرت في مسيرته وتجربته الفنية كثيرًا، حيث استقطب معهم مسرحيات عالمية عرضت علي المسرح الوطني لأول مرة في منطقه الخليج العربي مثل سندريلا والأميرة النائمة وزورو.
ومع انطلاقه الاعلام الرقمي والسوشيل ميديا وثوره اليوتيوب في الوطن العربي قام بالكتابة والإنتاج لبرامج يوتيوبية، منها البرنامج الشهير والحائز علي جائزه أفضل برنامج كوميدي يوتيوبي (برنامج برودكاست شوو)، والذي تعاون فيه مع شقيقه إبراهيم صالح.[بحاجة لمصدر]

## أعماله

### المسلسلات
- 1993: سهرة خمسة في انتداب
- 2001: طعم الايام
- 2002: شوية ملح
- 2004: هدوء وعواصف.
- 2005: مجاديف الأمل.
- 2005: مسرحية رسالة من ابليس.
- 2006: أبو شلاخ البرمائي.
- 2006: أوراق سجينه.
- 2007: مسرحية مناحي والملايين.
- 2007: عمشة بنت عماش.
- 2007: الفجر المستحيل.
- 2008: قلب أبيض.
- 2008: حارتنا حلوة.
- 2008: أسوار 2.
- 2009: الساكنات في قلوبنا.
- 2010: فيلم الخيار الصعب.
- 2010: أسوار 3.
- 2014: عندما يزهر الخريف.
- 2015: سعد وخواته.
- 2015: مسرحية سر الطبخة.
- 2016: طريق المعلمات.
- 2019: يلا نسوق.
- 2019: سريع سريع.
- 2019: حالتنا حالة 2.
- 2019: أيام العسل.
- 2020: مخرج 7.
- 2020: أم القلايد.
- 2020: ضحايا حلال.
- 2021: باركود
- 2021: الديك الأزرق
- 2021: 60 يوم.
- 2021: رشاش
- 2021: بتوقيت مكة.
- 2022:  منهو ولدنا
- 2022 مشراق.
- 2022: سكرة سادة.[7]
- 2022: سكة سفر.
- 2023: برودكات.[8]
- 2023: ستديو 23.
- 2023: من هو ولدنا 2.[9]
- 2023: كلاود كيتشن.[10]
- 2023: كابوس.
- 2023: سفر برلك.
- 2024: ثانوية النسيم.[1]
- 2025: طراد.
- 2025: يوميات رجل عانس.
- 2025: هزاع

### المسرحيات
- 1994: رحلة حنظلة.[6]
- بيت خاص جداً (مسرحية).

- سر الطبخة (مسرحية).
- وياكم وياكم
- ثرثرة
- رسالة من إبليس
- إجازة ياهووو
- فرسان شارع المعارض
- مناحي والملايين
- المهموم
- يوم من زماننا
- كورة وبس
- بخصوص بعض الناس.[11]

### الأفلام
- 2010: الخيار الصعب.
- 2010: أنا وهو.
- 2009: ضربة شمس.
- 2009: قناع.
- 2021: بلال السادس.[12]

### برامج يوتيوب
- برنامج برودكاست شو
- برنامج أشكل
- برنامج نص الجبهة
- برنامج تغريدة صاحي
- برنامج فصلة
- برنامج سمبوسة
- برنامج عز الطلب
- برنامج اوبن مايند

### تقديم البرامج
2024: شارك في تقديم برنامج «درايش» مع الفنانة ريم عبد الله، وعُرض البرنامج على قناة السعودية في شهر رمضان.

## وصلات خارجية
- سعيد صالح على موقع الدهليز
- سعيد صالح على موقع قاعدة بيانات الأفلام العربية